# Poinson-lès-Fayl
Poinson-lès-Fayl ist eine französische Gemeinde mit 207 Einwohnern (Stand: 1. Januar 2022) im Département Haute-Marne in der Region Grand Est (vor 2016 Champagne-Ardenne). Sie gehört zum Arrondissement Langres und zum Kanton Chalindrey. Die Einwohner werden Poinsonnais und Poinsonnaises genannt.

## Geografie
Poinson-lès-Fayl liegt etwa 27 Kilometer südöstlich von Langres. Umgeben wird Poinson-lès-Fayl von den Nachbargemeinden Fayl-Billot im Norden, Pressigny im Osten, Genevrières im Süden sowie Champsevraine im Westen.

## Bevölkerungsentwicklung
| Jahr                       | 1962 | 1968 | 1975 | 1982 | 1990 | 1999 | 2006 | 2011 | 2018 |
| Einwohner                  | 260  | 257  | 255  | 239  | 187  | 161  | 249  | 196  | 218  |
| Quellen: Cassini und INSEE |      |      |      |      |      |      |      |      |      |

## Sehenswürdigkeiten
- Kirche Saint-Martin, 1544 erbaut, seit 1925 als Monument historique eingeschrieben
- Friedhofskreuz aus dem 16. Jahrhundert, seit 1929 als Monument historique eingeschrieben

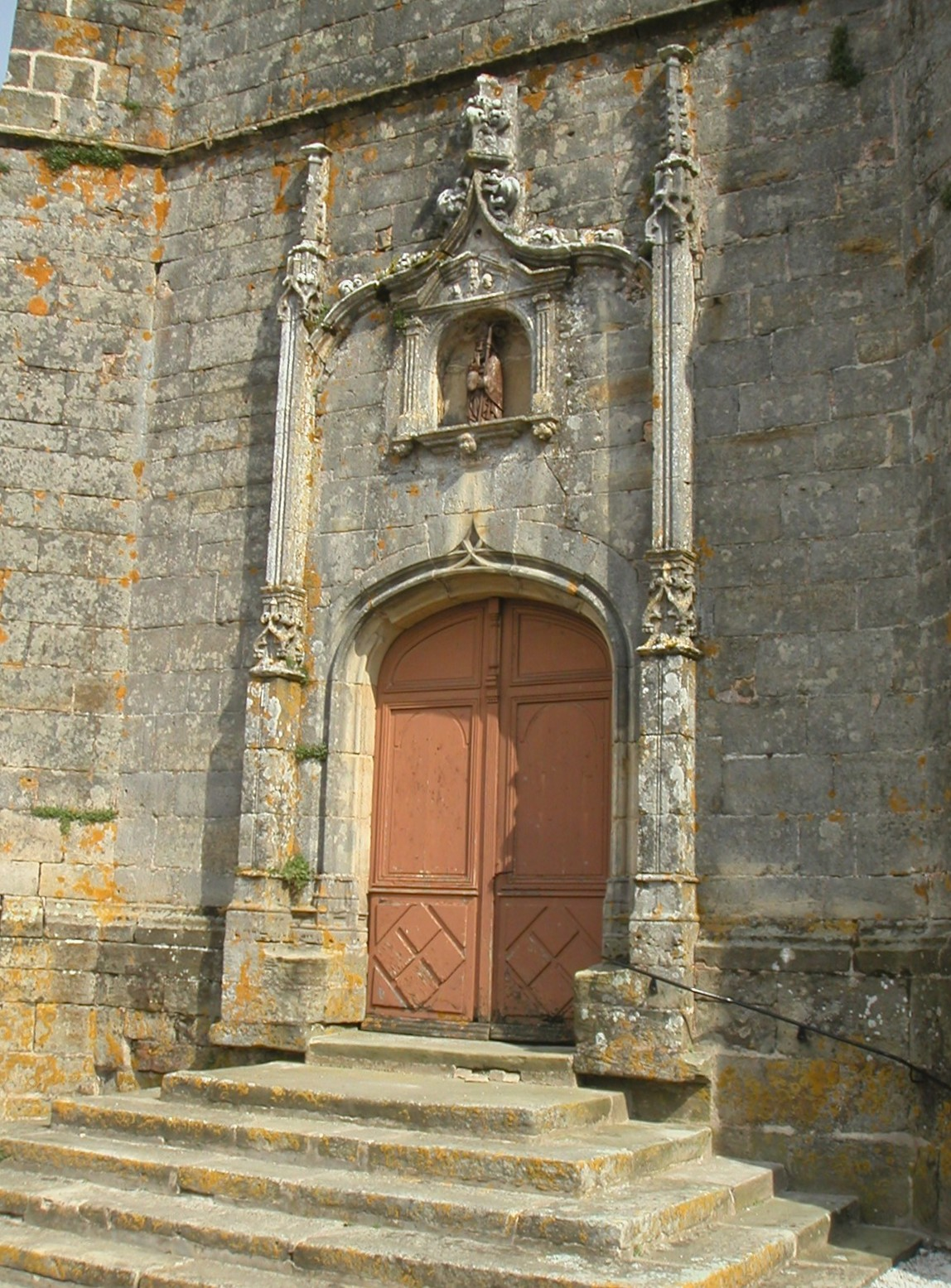
Kirchenportal von Saint-Martin